# Webeyrichia
Webeyrichia is een geslacht van uitgestorven kreeftachtigen uit de klasse van de Ostracoda (mosselkreeftjes).

## Soorten
- Webeyrichia hscripta Schallreuter & Schaefer, 1988 †
- Webeyrichia tornquisti Schallreuter, 1995 †